# 레이 머서

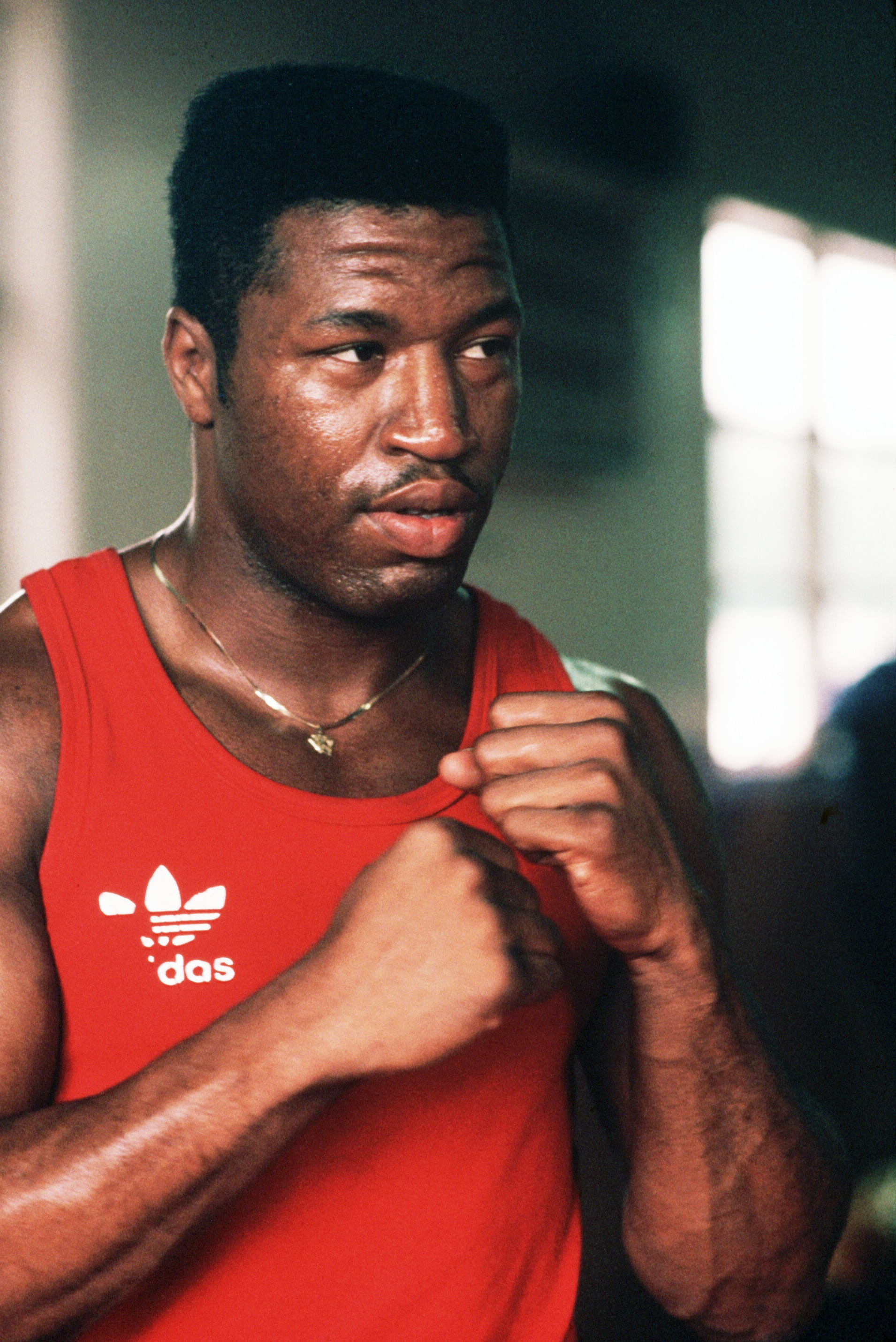

레이 머서 (Ray Mercer, 1961년 4월 4일 - )는 미국의 프로 권투 선수다. 제 2대 WBO 세계 헤비급 챔피언이다. Merciless(무자비)라는 별명도 있다. 1991년에 토미 모리슨 상대로 KO승했다. 날카로운 잽과 맷집이 강한 것이 특징이다. 권투 외에도 40세를 넘어서 킥복싱(K-1)과 종합격투기 시합에도 출전했다.

## 생애
1962년 4월 4일생. 국적인 미국에서 태어났다.

### 정보
주 베이스는 복싱이다. 신체조건은 키 187cm에 체중 108kg. 전직 프로복서이며 아마추어 시절에는 1988년 서울 올림픽에서 미국 대표로 출전해 금메달을 획득하기도 하였다. 2004년 늦은 나이에 K-1에 데뷔하여 모리 아키오, 레미 본야스키같은 강자들과 시합을 갖지만 별로 인상적인 모습을 보여주지 못하고 패배했다. 이후 종합격투기 경기에도 출전하여 킴보 슬라이스와 시합을 가졌으나 역시 승리를 거두지 못했다. 하지만 2009년 6월에 있었던 팀 실비아와의 대전에서는 시작한 지 8초만에 KO승을 거두어 모두를 놀라게 하였다.

### K-1 타격 전적
- 2전 2패

| 경기일자        | 상대          | 결과 | 내용       | 대회                       |
| --------------- | ------------- | ---- | ---------- | -------------------------- |
| 2005년 3월 19일 | 레미 본야스키 | 패   | 1R 22초 KO | K-1 월드 GP 2005 in seoul  |
| 2004년 6월 6일  | 모리 아키오   | 패   | 3R 판정    | K-1 월드 GP 2004 in nagoya |

### MMA 전적
- 2전 1승 1패

| 경기일자        | 상대          | 결과 | 내용              | 대회                      |
| --------------- | ------------- | ---- | ----------------- | ------------------------- |
| 2009년 6월 13일 | 팀 실비아     | 승   | 1R 8초 KO         | AMMA 3 - Adrenaline MMA 3 |
| 2007년 6월 23일 | 킴보 슬라이스 | 패   | 1R 서브미션(초크) | Elite XC                  |